# قائمة إصدارات الطوابع في أوكرانيا لسنة 2000
هذه قائمة الطوابع البريدية التي أصدرها البريد الأوكراني للتداول في عام 2000.
في الفترة من من 5 يناير إلى 15 ديسمبر 2000، أصدر 71 طابعًا بريديًا تذكاريًا. غطت الطوابع التذكارية مواضيع ذكرى التواريخ والأحداث الهامة وذكرى الشخصيات الثقافية البارزة وغيرها. طرحت طوابع بريدية للتداول بالقيم التالية:
- 0.10 هريفنا
- 0.30 هريفنا
- 0.40 هريفنا
- 0.50 هريفنا
- 0.60 هريفنا
- 0.70 هريفنا
- 0.80 هريفنا
- 1.00 هريفنا
- 1.50 هريفنا
- 2.00 هريفنا
- 3.00 هريفنا

بالإضافة إلى تداول إضافي للإصدار الثالث من الطوابع القياسية التي تحمل الحرف "Е". (وهو ذات الطابع الذي أصدر عام 1994)) وطُبعت كل الطوابع في مؤسسة "دار الطباعة الأوكراني" المملوكة للدولة.
بالإضافة إلى ذلك، أعد إصدار طوابع بريدية قياسية "شعارات هيتمان" مع فئات الحروف:
- «А»
- «В»
- «Г»
- «Д»
- «Е»
- «Є»
- «Ж»
- «І»

ولكنها لم تطرح للتداول. وقد أنشأ الفنان أليكسي شتانكو ثمانية نماذج لطوابع بريدية، وقد طلب طباعة خمسة طوابع بالفئات البريدية الأكثر تداولا («А», «В», «Г», «Д», «Ж»). لم تكن النسخة المطبوعة مثقوبة، وقد درمت لاحقًا بسبب العيوب المكتشفة في صورة شعارات النبالة وبسبب عن عدم دقة تصميمها. وقد تقرر عدم إصدار هذا العدد للتداول، وقد تقرر تطوير نماذج جديدة مختلفة للطوابع البريدية القياسية وذات التصميم المختلف. ومع ذلك، فإن جزءًا من الطوابع المتداولة غير المثقوبة وصلت إلى هواة جمع الطوابع.

## قائمة الطوابع التذكارية
يتوافق ترتيب العناصر في الجدول مع الرقم الموجود في دليل طوابع أوكرانيا على الموقع الرسمي للبريد الأوكراني ((بالأوكرانية: КМД УДППЗ «Укрпошта»)، بين قوسين الأرقام وفقًا "لدليل ميشيل للطوابع".
| التسلسل في الكتالوج | الصورة | الوصف والمصادر | القيمة                     | تاريخ طرحها للتداول | كمية الإصدار | المصمم                    |
| --- | ------ | --- | -------------------------- | ------------------- | ------------ | ------------------------- |
| رقم 293 (Mi #353) رقم 294 (Mi #354) رقم 295 (Mi #355) |        | ورقة طوابع "الذكرى السنوية الألفين للمسيحية"، إصدار مشترك بين أوكرانيا وروسيا وروسيا البيضاء - لوحة سيدة العذراء متضرعة تعود للقرن الحادي عشر. فسيفساء كاتدرائية القديسة صوفيا، كييف - لوحة تصور السيد المسيح، تعود للقرن الثاني عشر. لوحة جدارية لكنيسة التجلي في بولوتسك - لوحة عذراء فلاديمير، تعود للقرن الثاني عشر. معرض تريتياكوف في موسكو                                              | 0,80 هريفنا                | 5 يناير 2000 م      | 50٬000       | شتانكو                    |
| رقم 296 (Mi #356) رقم 297 (Mi #357) رقم 298 (Mi #358) رقم 299 (Mi #359) |        | طوابع متجاورة «جسور» - الجسر الشمالي. كييف، 1976 - جسر باتون. كييف، 1953 - جسر الحديقة. كييف، 1957 - جسر المترو. كييف، 1965 | 0,10 0,30 0,40 0,60 هريفنا | 29 يناير 2000 م     | 200٬000      | ميكولا لاشكفيتش           |
| رقم 300 (Mi #360) رقم 301 (Mi #361) رقم 302 (Mi #362) رقم 303 (Mi #363) |        | ورقة طوابع «دور الأوبرا في أوكرانيا» - دار أوبرا كييف الوطنية - مسرح اوديسا - مسرح خاركيف - مسرح لفيف للأوبرا والباليه | 0,40 هريفنا                | 29 يناير 2000 م     | 50٬000       | ف. س. ميتشينكو            |
| رقم 304 (Mi #364) |        | ورقة طوابع «إنجيل بيريسوبنيتسيا. القرن السادس عشر» | 1,50 هريفنا                | 8 فبراير 2000 م     | 50٬000       | ف. س. ميتشينكو            |
| رقم 305 (Mi #365) |        | «أوكسانا بيتروسينكو» | 0,30 هريفنا                | 11 فبراير 2000 م    | 200٬000      | كاترينا شتانكو            |
| رقم 306 (Mi #366) |        | «ماروسيا تشوراي» | 0,40 هريفنا                | 18 فبراير 2000 م    | 200٬000      | شتانكو                    |
| رقم 308 (Mi #367) |        | سلسلة «هيتمان أوكرانيا»: «هيتمان دانيلو أبوستول» | 0,30 هريفنا                | 22 فبراير 2000 م    | 200٬000      | لوغفين                    |
| رقم 307 (Mi #368) |        | سلسلة «هيتمان أوكرانيا»: «هيتمان إيفان سامويلوفيتش» | 0,30 هريفنا                | 3 مارس 2000 م       | 200٬000      | لوغفين                    |
| رقم 309 (Mi #369) |        | `ذكرى مرور خمسين عاما على تأسيس المنظمة العالمية للأرصاد الجوية (1950—2000) | 0,30 هريفنا                | 10 مارس 2000 م      | 200٬000      | ماريا هايكو               |
| رقم 310 (Mi #370) |        | إصدار مشترك مع الدول الأوروبية يحمل عنوان «أوروبا 2000» ومن الدول الأخرى المشاركة: - روسيا البيضاء - جزر فارو - لتوانيا - روسيا - ألمانيا - ألبانيا - ألبانيا بطاقة وطابع بقيمة اسمية أخرى - أرمينيا - أرمينيا بقيمة اسمية أخرى يمكن مشاهدة عدد من النسخ الأخرى الصادرة من دول أوروبية مختلفة من الرابط التالي: هنا، علما أن العدد الكلي كان 55 إصدارا أوروبا بعدد الدول المشاركة في الإصدار. | 3,00 هريفنا                | 29 مارس 2000 م      | 200٬000      | جان بول كوزان (فرنسا)     |
| رقم 311 (Mi #371) رقم 312 (Mi #372) رقم 313 (Mi #373) رقم 314 (Mi #374) رقم 315 (Mi #375) رقم 316 (Mi #376)                                                                         |        | ورقة طوابع «تزيين بيض الفصح»، وكل طابع تظهر فيه طريقة تزيين تعود إلى منطقة معينة في أوكرانيا: - بودوليا - مقاطعة تشرنيهيف - مقاطعة كييف - مقاطعة أوديسا - منطقة هوتسول - فولينيا | 0,30 0,70 هريفنا           | 28 أبريل 2000 م     | 50٬000       | كاترينا شتانكو            |
| رقم 317 (Mi #377) رقم 318 (Mi #378) |        | ورقة طوابع تضم طابعين متجاورين يحتفيان بموضوع «معارض الطوابع» - معرض فيينا الدولي للطوابع البريدية لعام 2000 («WIPA 2000») - معرض الطوابع 2000 في لندن. | 0,80 هريفنا                | 20 مايو 2000 م      | 50٬000       | أوليكساندر كوشيل          |
| رقم 319 (Mi #379) |        | «مقاطعة دونيتسك» | 0,30 هريفنا                | 26 مايو 2000 م      | 200٬000      | أوليكساندر كالميكوف       |
| رقم 323 (Mi #380) |        | «المعرض الوطني للطوابع البريدية في دوبناس — مديرية شاختارسك» | 0,30 هريفنا                | 28 مايو 2000 م      | 200٬000      | أ. أوتوتشكين              |
| رقم 320 (Mi #381) |        | «كييف» | 0,30 هريفنا                | 28 مايو 2000 م      | 200٬000      | أوليكساندر كالميكوف       |
| رقم 324 (Mi #382) |        | «900 عام على تأسيس أوستروه» | 0,30 هريفنا                | 16 يونيو 2000 م     | 200٬000      | شتانكو                    |
| رقم 325 (Mi #383) |        | سلسلة الألعاب الأولمبية الصيفية السابعة والعشرون في سيدني الأسترالية: «رياضة القفز العالي» | 0,30 هريفنا                | 26 يونيو 2000 م     | 150٬000      | في. م. يفتوشينكو          |
| رقم 326 (Mi #384) |        | سلسلة الألعاب الأولمبية الصيفية السابعة والعشرون في سيدني الأسترالية: «رياضة الملاكمة» | 0,30 هريفنا                | 26 يونيو 2000 م     | 150٬000      | في. م. يفتوشينكو          |
| رقم 327 (Mi #385) |        | سلسلة الألعاب الأولمبية الصيفية السابعة والعشرون في سيدني الأسترالية: «المراكب الشراعية» | 0,70 هريفنا                | 26 يونيو 2000 م     | 150٬000      | في. م. يفتوشينكو          |
| رقم 328 (Mi #386) |        | سلسلة الألعاب الأولمبية الصيفية السابعة والعشرون في سيدني الأسترالية: «الجمباز الإيقاعي» | 1,00 гривня                | 26 يونيو 2000 م     | 150٬000      | في. م. يفتوشينكو          |
| رقم 329 (Mi #387) |        | «بيترو بروكوبوفيتش» | 0,30 هريفنا                | 12 يوليو 2000 م     | 200٬000      | أوليكساندر كوشيل          |
| رقم 330 (Mi #388) رقم 331 (Mi #389) |        | طابعان متجاوران متسلسلان «بناء السفن في أوكرانيا» - بارجة القديس بولس (1784) - فرقاطة القديس نيكولاس. | 0,40 0,70 هريفنا           | 14 يوليو 2000 م     | 200٬000      | ف. ف. رودينكو             |
| رقم 332 (Mi #390) رقم 333 (Mi #391) |        | طوابع متجاورة «تيتيانا باتا» - لوحة أغضان متعرجة. خمسينيات القرن العشرين. - لوحدة "كالينا والطائر"، عام 1957. | 0,40 هريفنا                | 21 يوليو 2000 م     | 200٬000      | ناتاليا هوزا              |
| رقم 334 (Mi #392) |        | «ذكرى مرور 900 سنة على تأسيس دوبنو» | 0,30 هريفنا                | 28 يوليو 2000 م     | 200٬000      | أوليكساندر كالميكوف       |
| رقم 335 (Mi #393) |        | «مهرجان الحصاد» | 0,30 هريفنا                | 4 أغسطس 2000 م      | 200٬000      | ميكولا سافوفيتش كوتشوبي   |
| رقم 336 (Mi #394) رقم 337 (Mi #395) رقم 338 (Mi #396) رقم 339 (Mi #397) |        | ورقة طوابع «الرموز الرسمية لرئيس أوكرانيا» - علم (راية) رئيس أوكرانيا - صولجان رئيس أوكرانيا - الختم الرسمي لرئيس أوكرانيا - علامة رئيس أوكرانيا | 0,60 هريفنا                | 18 أغسطس 2000 م     | 50٬000       | أ. رودينكو                |
| رقم 321 (Mi #398) |        | «مقاطعة فولين» | 0,30 هريفنا                | 23 أغسطس 2000 م     | 200٬000      | أوليكساندر كالميكوف       |
| رقم 340 (Mi #399) |        | «احتفال مكتب بريد كييف بمرور 225 عامًا على إنشائه» | 0,30 هريفنا                | 3 سبتمبر 2000 م     | 200٬000      | ميكولا سافوفيتش كوتشوبي   |
| رقم 341 (Mi #400) رقم 342 (Mi #401) |        | طوابع متجاورة لسلسلة «الكتاب الأحمر لأوكرانيا» - سمندل أملس (Triturus vulgaris) - سمندر ناري (Salamandra salamandra) | 0,30 0,70 هريفنا           | 8 سبتمبر 2000 م     | 200٬000      | غينادي كوزنيتسوف          |
| رقم 343 (Mi #401) |        | «يوري دروبيتش» | 0,30 هريفنا                | 12 سبتمبر 2000 م    | 200٬000      | شتانكو                    |
| رقم 344 (Mi #401) رقم 345 (Mi #401) |        | ورقة طوابع «منتزه الكاربات الوطني الطبيعي» - جبل برسكول. 1911م - جبل هوفرلا. 2061م | 0,80 هريفنا                | 15 سبتمبر 2000 م    | 50٬000       | أ. زاريفسكي               |
| رقم 346 (Mi #405) رقم 347 (Mi #406) رقم 348 (Mi #407) رقم 349 (Mi #408) رقم 350 (Mi #409) رقم 351 (Mi #410) رقم 352 (Mi #411) رقم 353 (Mi #412) رقم 354 (Mi #413) رقم 355 (Mi #414) |        | ورقة طوابع «الزهور» - مخملية - بابونج - خبازة - خشخاش - عناقية - قنطريون عنبري - أثمان - زنبق - عود الصليب - جريس | 0,30 هريفنا                | 6 أكتوبر 2000 م     | 50٬000       | كاترينا شتانكو            |
| رقم 322 (Mi #415) |        | «جمهورية القرم ذاتية الحكم» | 0,30 هريفنا                | 20 أكتوبر 2000 م    | 150٬000      | أوليكساندر كالميكوف       |
| رقم 356 (Mi #416) رقم 357 (Mi #417) رقم 358 (Mi #418) |        | طوابع متجاورة «الرسوم المتحركة» - إيفاسيك-تيليسيك - البطة العرجاء - القط والديك | 0,30 هريفنا                | 3 نوفمبر 2000 م     | 300٬000      | م. تشوريلوف               |
| رقم 359 (Mi #419) |        | «سنة جديدة» | 0,30 هريفنا                | 24 نوفمبر 2000 م    | 300٬000      | في. م. يفتوشينكو          |
| رقم 360 (Mi #420) |        | سلسلة الكنائس: «دير وكنيسة القديس أونوفريوس في لفيف»، القرن السابع عشر. | 0,30 هريفنا                | 8 ديسمبر 2000 م     | 200٬000      | كريسلاش إيفان ميخايلوفيتش |
| رقم 361 (Mi #421) |        | سلسلة الكنائس: «كنيسة ميلاد السيدة العذراء مريم المباركة» القرن السابع عشر، فيليكيه، مقاطعة لفيف. | 0,30 هريفنا                | 8 ديسمبر 2000 م     | 200٬000      | كريسلاش إيفان ميخايلوفيتش |
| رقم 362 (Mi #422) |        | سلسلة الكنائس: «كاتدرائية القيامة (سومي)». القرن الثامن عشر. سومي | 0,70 هريفنا                | 8 ديسمبر 2000 م     | 200٬000      | كريسلاش إيفان ميخايلوفيتش |
| رقم 363 (Mi #423) |        | ورقة طوابع: «فلاديمير الأول» | 2,00 هريفنا                | 15 ديسمبر 2000 م    | 50٬000       | شتانكو                    |

## الإصدار الثالث من الطوابع القياسية (الدائمة)
| التسلسل في الكتالوج | الصورة | الوصف والمصادر                                                        | القيمة | تاريخ طرحها للتداول | كيمة الإصدار | المصمم |
| ------------------- | ------ | --------------------------------------------------------------------- | ------ | ------------------- | ------------ | ------ |
| № 60                |        | موضوع إثنوغرافي "أوكرانيا القديمة": مربي النحل من منطقة دنيبر الوسطى. | E      | 15 فبراير 2000 م    | كمية كبيرة   | لوغفين |

## روابط خارجية
- Каталог продукції Укрпошти نسخة محفوظة 12 травня 2015 على موقع واي باك مشين. (بالأوكرانية)
- Nestor Publishers | Ukraine : 2000 نسخة محفوظة 9 червня 2015 at Archive.is (بالإنجليزية)